# Алпияз (приток Шады)
Алпияз (устар. Большой Альпиац) — река в России, протекает в Мишкинском районе Башкортостана. Правый приток реки Шады. 

## География
Река Алпияз берёт начало в лесу восточнее деревни Букленды. Течёт в южном направлении. Устье реки находится у деревни Кайраково в 18 км по правому берегу реки Шады. Длина реки составляет 13 км.

## Данные водного реестра
По данным государственного водного реестра России относится к Камскому бассейновому округу, водохозяйственный участок реки — Белая от города Бирск и до устья, речной подбассейн реки — Белая. Речной бассейн реки — Кама.
По данным геоинформационной системы водохозяйственного районирования территории РФ, подготовленной Федеральным агентством водных ресурсов:
- Код водного объекта в государственном водном реестре — 10010201612111100025490
- Код по гидрологической изученности (ГИ) — 111102549
- Код бассейна — 10.01.02.016
- Номер тома по ГИ — 11
- Выпуск по ГИ — 1